# Ciclogénesis

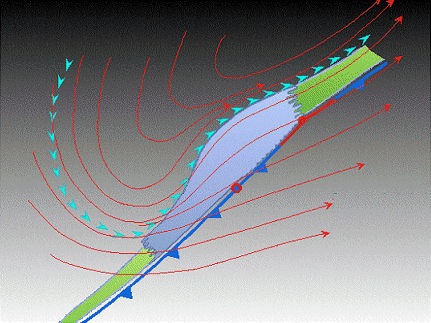
La onda frontal inicial (o área de baja presión atmosférica) se forma en el lugar del punto rojo en la imagen. Usualmente es perpendicular (es decir, en ángulo recto) a la formación nubosa foliar (llamada hoja baroclínica) visible desde el satélite durante la etapa temprana de la ciclogénesis. La ubicación del eje de la corriente en chorro superior está en azul claro.

La ciclogénesis es el desarrollo o fortalecimiento de una circulación ciclónica en los niveles bajos de la atmósfera (un área de baja presión). La ciclogénesis es un término general para al menos tres procesos diferentes, todos los cuales resultan en el desarrollo de algún tipo de ciclón, y en cualquier tamaño desde la microescala, pasando por la mesoescala, hasta la escala sinóptica.
- Los ciclones tropicales se forman debido al calor latente impulsado por una importante actividad de tormentas eléctricas, desarrollando un núcleo cálido.
- Los ciclones extratropicales se forman como ondas a lo largo de los frentes meteorológicos antes de ocluirse más adelante en su ciclo de vida como ciclones de núcleo frío.
- Los mesociclones se forman como corrientes ascendentes convectivas que, al adquirir rotación, se convierten en ciclones de núcleo cálido a mesoescala dentro de tormentas eléctricas severas denominadas supercelda. Se originan en condiciones de alta inestabilidad atmosférica combinada con intensa cizalladura vertical del viento, y pueden dar lugar a la formación de tornados.

### Términos relacionados
El proceso en el cual un ciclón extratropical experimenta una rápida caída de la presión atmosférica de alrededor de 24 milibares (dependiendo de la latitud), en un período de 24 horas, es denominado ciclogénesis explosiva. De manera similar, un ciclón tropical puede sufrir una rápida intensificación.
El equivalente anticiclónico, es decir, el proceso de formación de áreas de alta presión, es la anticiclogénesis. Y lo opuesto a la ciclogénesis es la ciclólisis.

## Escalas meteorológicas
En meteorología se manejan cuatro escalas principales o tamaños de los sistemas: la escala planetaria, la escala sinóptica, la mesoescala y la microescala. La escala planetaria trata los sistemas de tamaño global, como El Niño-Oscilación del Sur. La escala sinóptica cubre una porción de un continente con dimensiones aproximadas de 1000 a 2.500 km de amplitud, como los ciclones extratropicales. La mesoescala es la siguiente escala y generalmente se subdivide en tres subclases: meso-alfa que va de 200 a 2.000 km, es el rango de los ciclones tropicales; meso-beta que va desde 20 a 200 km, es el rango de los mesociclones; meso-gamma que abarca desde 2 a 20 km, rango de la mayoría de las tormentas eléctricas, los grandes cúmulus y los tornados de gran dimensión. La microescala es la menor de las escala meteorológicas con una amplitud de menos de 2 km, o sea, la escala de un tornado o una tromba marina. Estas divisiones horizontales no son divisiones rígidas, sino que, en cambio, reflejan las dimensiones típicas de fenómenos que tienen ciertas características dinámicas.

## Ciclones extratropicales

### Modelo ciclónico noruego

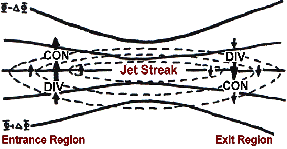
Una franja de velocidad máxima (jet streak) en niveles altos. Las áreas DIV son regiones de divergencia, que conducen a convergencia en superficie y coadyuvan a la ciclogénesis.

El modelo ciclónico noruego es un modelo de la formación de tormentas ciclónicas de núcleo frío desarrollado por un grupo de meteorólogos noruegos liderados por Vilhelm Bjerknes durante la Primera Guerra Mundial. El concepto principal detrás de este modelo es que los ciclones se desarrollan con una evolución predecible conforme se mueven hacia un borde frontal, ubicándose la zona más madura cerca del extremo noreste del frente, mientras que la menos madura se ubica en el extremo posterior del mismo.

### Precursores del desarrollo
Para el desarrollo de un ciclón de latitud media se requiere de un borde frontal preexistente, como se define en el análisis de superficie. El flujo ciclónico comienza alrededor de una perturbación en una sección del frente estacionario debido a una perturbación en el nivel superior, como una onda corta o una vaguada en altos niveles, cerca de un cuadrante favorable de la corriente en chorro de altura.

### Modos de desarrollo
La baja presión de superficie puede tener una variedad de causas que intervienen en su formación. La topografía puede originar una baja de superficie cuando un sistema denso de alta presión en niveles bajos se eleva por el este de una barrera montañosa orientada norte-sur. Los sistemas convectivos de mesoescala pueden originar bajas de superficie que inicialmente son de núcleo cálido. Esta perturbación puede desarrollar una formación en forma de onda a lo largo del frente y la baja quedará posicionada en la cresta. Alrededor de la baja el flujo se vuelve ciclónico por definición. Este flujo rotatorio empuja el aire polar hacia el ecuador, desde el oeste de la baja presión a través de su frente frío posterior, y empuja el aire cálido hacia el polo a través del frente cálido. A menudo, el frente frío, que se mueve más rápidamente que el frente cálido, alcanza a éste debido a la lenta erosión de la masa de aire de densidad superior ubicada por delante y por detrás del ciclón, lo que resulta en un sector cálido angostado.
En este punto se forma un frente ocluido donde una masa de aire cálido se eleva hacia una vaguada de aire cálido en altura. Este fenómeno se conoce como TROWAL (de TROugh of Warm air ALoft, en inglés) o lengua de aire cálido en altura.

### Maduración
La maduración ocurre luego del período de oclusión, una vez que la tormenta ha completado su fortalecimiento y el flujo ciclónico se encuentra en su punto máximo. De ahí en adelante, la intensidad de la tormenta disminuye a medida que el ciclón se asocia con la vaguada o baja de altura, volviéndose de núcleo frío. La desaceleración del giro ciclónico, también conocida como ciclólisis, puede entenderse desde la perspectiva de la energética. Una oclusión ocurre y la masa de aire cálido es empujada hacia arriba por sobre la masa de aire frío, la atmósfera se vuelve cada vez  más estable y el centro de gravedad del sistema desciende. A medida que el proceso de oclusión desciende paulatinamente por el frente cálido, alejándose de la baja central, se va agotando más y más la energía potencial disponible del sistema. Esta súbita disminución de la energía potencial crea una fuente de energía cinética que finalmente inyecta un golpe de energía al movimiento de la tormenta.  Luego de ocurrido este proceso, el período de crecimiento del ciclón, o ciclogénesis, finaliza y la baja comienza a descender en giro (a llenarse), debido a que más aire converge hacia la base del ciclón del que sale por la parte superior del mismo, a causa de la disminución de la divergencia en niveles altos.
En ocasiones, la ciclogénesis puede volver a darse en ciclones ocluidos. Cuando esto sucede, vuelve a formarse un nuevo centro de baja en el punto triple, es decir, el punto donde se encuentran el frente cálido, el frío y el ocluido. Durante este tipo de ciclogénesis, la baja ocluida principal comienza a llenarse mientras que la baja secundaria se profundiza convirtiéndose el sistema principal.

## Ciclón tropical
Un ciclón tropical existe dentro de la escala meso-alfa. Contrariamente a lo que ocurre con la ciclogénesis de latitudes medias, la ciclogénesis tropical es impulsada por una fuerte convección que se organiza hacia un foco central sin zonas baroclínicas, o frentes, que atraviesen su centro. Aunque la formación de los ciclones tropicales aún es objeto de extensas investigaciones, y la misma no se comprende  completamente, se considera que hay seis condiciones principales para la ciclogénesis tropical:
temperatura superficial del mar (o TSM) de al menos 26,5 °C, inestabilidad atmosférica, humedad alta en los niveles inferior a medio de la troposfera, suficiente fuerza Coriolis para desarrollar un centro de baja presión, una perturbación o foco preexistente de baja presión y cizalladura vertical del viento baja, generalmente no superior a 20 nudos. Estos ciclones de núcleo cálido tienden a formarse en los océanos a entre 10 y 30 grados del ecuador.

## Mesociclón

La cizalladura vertical (rojo) pone el aire a girar (verde).

La corriente ascendente (azul) inclina al aire en giro hacia arriba.

La corriente ascendente comienza a rotar.

Los mesociclones varían en tamaño desde meso-alfa hasta microescala. El término «mesociclón» se reserva comúnmente para rotaciones de niveles medios con tormentas eléctricas severas y son ciclones de núcleo cálido impulsados por el calor latente de su actividad eléctrica asociada. Los tornados se forman en el sector cálido del ciclón extratropical donde existe una fuerte corriente en chorro en niveles altos. Se piensa que los mesociclones se forman cuando un súbito cambio en la velocidad o dirección del viento pone a girar a una parte de la atmósfera, en un giro de forma tubular. Se cree que la convección ascendente de una tormenta eléctrica levanta este aire en giro, inclinando la orientación de las corrientes «tubulares» hacia arriba, haciendo que toda la corriente ascendente rote como una columna vertical.
Al rotar la corriente ascendente, se puede dar la formación de lo que se conoce como wall cloud, es una nube en forma de muro o pezuña de caballo,  compuesta por capas de nubes giratorias que descienden del mesociclón y que tienden a formarse cerca del centro del mismo. Nótese que las wall clouds no necesitan un mesociclón para formarse y no siempre giran. Al descender la wall cloud, puede entonces formarse una nube en forma de embudo en su centro. Esta es la primera fase en la formación de un tornado. Se piensa que la presencia de un mesociclón es un factor clave en la formación de tornados asociados con tormentas eléctricas severas.

## Tornado
Los tornados existen en el dominio de microescala o en el extremo inferior de la escala meso-beta. El ciclo comienza cuando una fuerte tormenta eléctrica desarrolla un mesociclón rotatorio a unos pocos kilómetros de altura en la atmósfera, convirtiéndose así en una supercelda. Al irse incrementando la precipitación dentro de la tormenta, esta arrastra consigo un área de aire en rápido descenso, conocida como corriente descendente del flanco trasero (o RFD, sigla en inglés de rear flank downdraft). Esta se acelera al acercarse al suelo y arrastra al mesociclón en rotación hacia el suelo consigo.
A medida que el mesociclón se aproxima al suelo, un embudo de condensación visible parece descender desde la base de la tormenta, a menudo desde una wall cloud giratoria. Al descender el embudo, la RFD también alcanza el suelo, creando un frente de ráfagas que puede causar daño incluso a buena distancia del tornado. En general, la nube en forma de embudo comienza a causar daño a nivel del suelo (al convertirse en tornado) unos pocos minutos después que el RFD ha tocado el suelo.

## Tromba marina

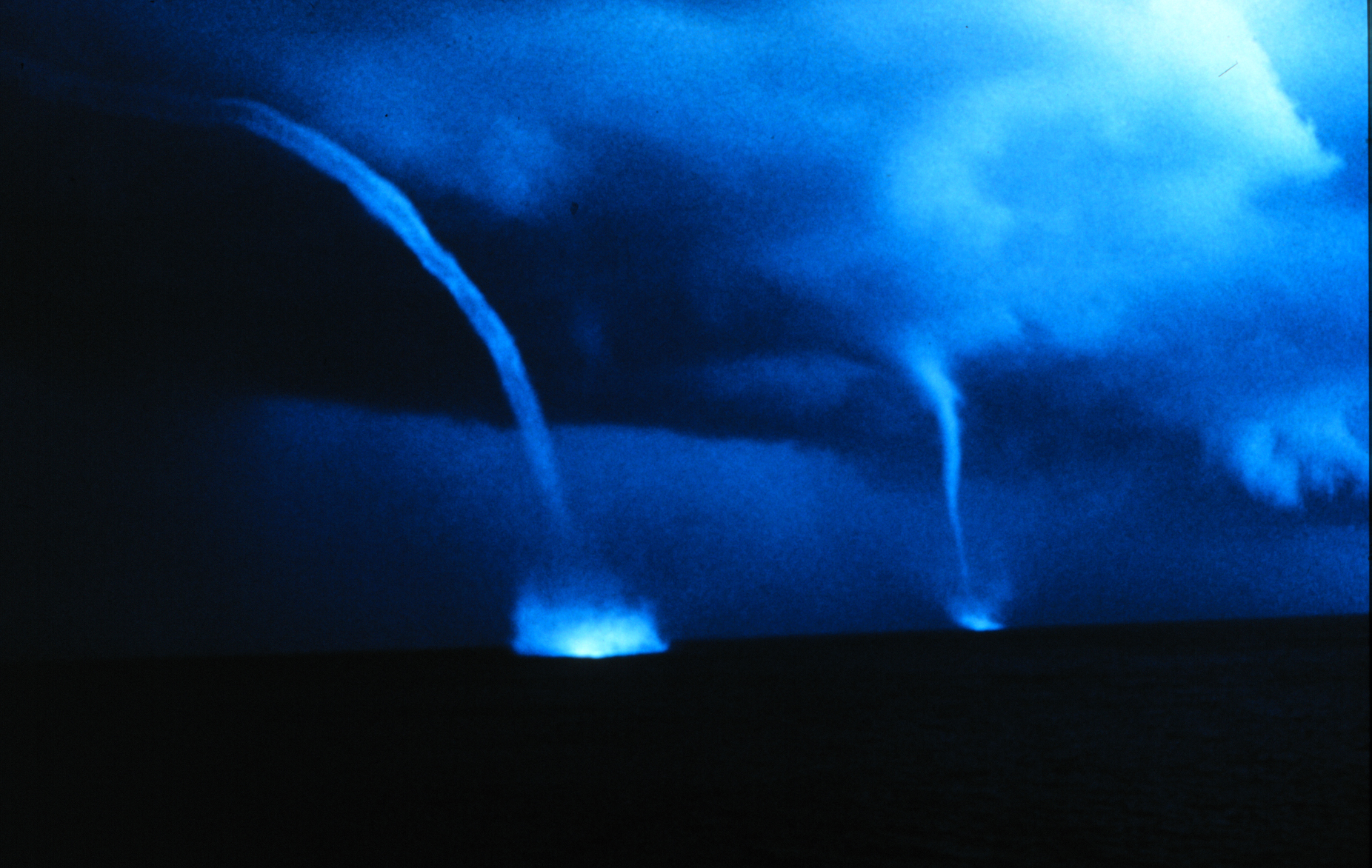
Trombas marinas cerca de las Bahamas.

La trombas marinas son fenómenos de microescala. Aunque algunas son tan fuertes como sus equivalentes en tierra (tornados), la mayoría de ellas son mucho más débiles y son causadas por diferentes dinámicas atmosféricas. Normalmente, se desarrollan en ambientes cargados de humedad que presentan una cizalladura vertical del viento mínima a lo largo de líneas de convergencia tales como brisas marinas, líneas de convergencia por fricción de masas de tierra cercanas o vaguadas de superficie.  Su nube madre puede ser un inofensivo cúmulus moderado o una poderosa tormenta eléctrica. La trombas a menudo se desarrollan mientras su nube madre está en proceso de desarrollo y se cree que obtienen un giro ascendente al moverse sobre el límite de superficie desde la cizalladura horizontal cerca de la superficie, y luego se estira hacia arriba una vez que el vórtice de la cizalladura de bajo nivel se ha alineado con un cúmulus o tormenta en desarrollo. Se ha constatado que los tornados débiles, conocidos como torbellinos se desarrollan de manera similar.